# Steam Machine
Les Steam Machines, parfois appelées par leur surnom Steam Box utilisé avant le lancement, sont des consoles de jeux vidéo de salon fabriquées par des compagnies indépendantes avec des spécifications gérées par Valve Corporation. Elles reprennent les grandes lignes d'une console de salon avec un design compact ainsi qu'une faible consommation électrique, à l'image des Xbox One et PlayStation 4 mais se différencient de ces dernières par un matériel ouvert et évolutif qui permet à l'utilisateur, sur plusieurs modèles, de changer lui-même les pièces pour assurer maintenance ou évolution.
Elles utilisent comme système d'exploitation SteamOS, qui permet de jouer aux jeux compatibles linux de la plate-forme Steam tout en offrant une interface optimisée pour la télévision. SteamOS peut en outre être téléchargé gratuitement et installé sur un ordinateur standard pour le transformer en une Steam Machine. La manette de jeu, le Steam Controller, possède deux pavés tactiles qui la différencie des manettes de console habituelles.
300 prototypes ont été distribués aux testeurs sélectionnés de la version bêta le 13 décembre 2013. La commercialisation était prévue pour 2014. Elle a finalement été reportée à 2015 à cause du retard pris par le Steam Controller,, ce qui a poussé certains fabricants qui avaient déjà des unités fabriquées à les commercialiser avec Windows comme système d'exploitation.

## Historique

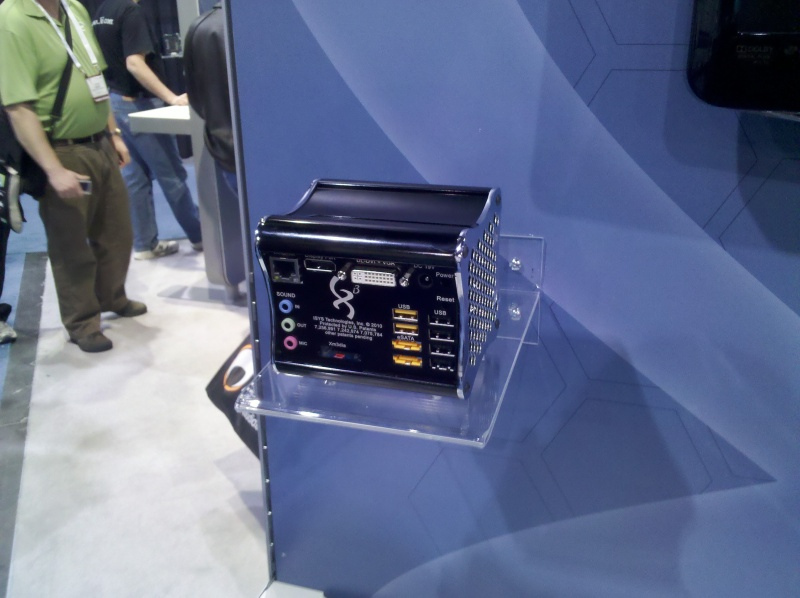
Prototype d'ordinateur modulaire Xi3 "Piston" présenté au CES 2011, qui présente un grand nombre des fonctionnalités prévues pour les Steam Machine.Xi3 Corporation a cessé de collaborer avec Valve depuis lors, car leur modèle était toujours livrée avec Windows par défaut et disposait de ports souris et clavier.

Steam est une plateforme de distribution de contenu en ligne, de gestion des droits et de communication qui soutient de nombreux développeurs et éditeurs tiers. Elle a été développée par Valve, au début principalement pour Windows et représente environ 75 % des jeux achetés numériquement sur cette plateforme. Le temps passant, Valve fait part de son mécontentement à l'égard des approches adoptées par Microsoft et Apple pour leurs systèmes d'exploitation respectifs, qui limitent les applications pouvant être exécutées. Lors de la sortie de Windows 8 en 2012, le PDG de Valve, Gabe Newell, qualifie le nouvel O.S de "catastrophe pour tout le monde dans le milieu PC" et évoque la possibilité de promouvoir le système d'exploitation open-source Linux qui maintiendrait "l'ouverture de la plateforme". Newell reconnait que les jeux doivent constituer une part importante du travail de promotion de Linux auprès du grand public. Peu de temps après cette déclaration, en juillet 2012, Valve sort un client Steam Linux officiel, ainsi que des outils de développement pour aider à porter les jeux Windows et OS X sur Linux,. Valve travaille pour s'assurer que les bibliothèques de jeux des utilisateurs soient le plus transposable possible d'une plate-forme à l'autre, y compris en offrant Steam Play, un système grâce auquel lorsque l'on achète un titre pour un OS spécifique, l'utilisateur peut automatiquement jouer a ce titre sur les autres OS sur lesquels il existe, et utiliser des fonctionnalités multijoueurs multiplateformes.
Avant l'annonce officielle des Steam Machines par Valve, l'année 2012 est marquée par la multiplication des rumeurs voulant que Valve allait se lancer sur le marché du matériel informatique. Elles sont liées a des décisions prises par la société durant cette année, comme l'accent mis sur le système d'exploitation Linux et l'introduction de fonctionnalités telles que le "Big Picture Mode" pour Steam, une option permettant de passer de l'interface classique de Steam a une interface de type "10-foot user interface", ou "3-meter user interface". Il s'agit d'un type interface utilisateur graphique conçue pour les téléviseurs, qui utilise du texte et d'autres éléments d'interface beaucoup plus grands par rapport aux interfaces utilisateur des ordinateurs de bureau et des smartphones, ce afin de s'adapter à la distance de visualisation typique des téléviseurs qui est de 3 mètres, ou 10 pieds pour les pays utilisant le système impérial,. Ce type d'interface est donc une fonctionnalité indispensable pour une console de jeux vidéo. La société Valve annonce officiellement qu'elle envisage de développer une console de jeux vidéo vers la fin de 2012. Les journalistes spécialisé informatique et jeux vidéo surnomment provisoirement cette future console la "Steam Box", aucune information n'ayant été donné sur le nom officiel. Elle sera une unité dédiée exécutant Steam pour permettre aux joueurs de lancer des jeux, des médias et diverses autres fonctions que le client Steam fournit déjà. Le matériel de l'unité devra être étroitement contrôlé, de la même manière que pour les autres consoles de jeux vidéo. La partie Logicielle de cette future console devrait rester ouverte. Ainsi, Valve annonce qu'elles devraient être livrée avec un système d'exploitation Linux, mais que l'utilisateur pourra s'il le souhaite.
Gabe Newell explique que la stratégie de Valve consiste à développer un hardware unique, appelée en interne "Bigfoot", qui servira de modèle par défaut, et à travailler avec d'autres fabricants d'ordinateurs désireux d'offrir la même expérience utilisateur, mais avec des configurations matérielles différentes de celles proposées par le modèle de Valve. Par exemple, Valve ne prévoit pas d'inclure de lecteur optique dans son modèle en raison de sa taille et de son coût, mais cette fonctionnalité pourrait être proposée sur un modèle d'un autre fabricant partenaire. Il envisage également que l'OS embarqué dans la future console soit capable de faire du screencast, ce qui lui permettrait de fonctionner avec n'importe quel moniteur ou téléviseur. Newell déclare que Valve vas probablement développer également des contrôleurs spécifiques qui vont intégrer les données biométriques du joueur et des options de suivi du regard. Newell explique également que Valve pense aussi au marché des appareils mobiles en plus de celui des consoles de salon, en considérant spécifiquement les ordinateurs portables et les tablettes avec un autre hardware surnommé "Littlefoot". Lors des Steam Dev Days de janvier 2014, Valve explique également que les Steam Machines sont faites pour être installées dans le salon des utilisateurs et créer une demande de plus en plus importante pour des versions Linux des jeux existants et à venir, afin qu'à l'avenir, ils puissent continuer à travailler loin des systèmes d'exploitation Windows et OS X.
Lors du Consumer Electronics Show 2013, la société de matériel informatique modulaire Xi3 Corporation présente un prototype de PC modulaire dont le nom de code est "Piston". Il s'agit d'un des différents modèles que Valve envisage d'utiliser comme modèle matériel par défaut pour la Steam Box, et est spécifiquement conçu pour faire tourner Steam sous Linux et prendre en charge le mode Big Picture. "Piston" est basé sur le modèle haut de gamme X7A de Xi3 et est légèrement plus grand qu'une main humaine. Il est équipé de divers ports pour l'alimentation, entrée/sortie vidéo et les transferts de données. Xi3 commence à prendre des précommandes pour sa console Piston lors de l'édition de mars 2013 du festival South by Southwest, prévoyant un grand intérêt du public pour ce matériel et une mise en vente d'ici la fin de l'année 2013,. Valve précise que, bien qu'ayant collaboré avec Xi3 au début du développement de la Piston, la société n'a pas d'implication directe dans les spécifications de cette nouvelle console, qui n'est pas nécessairement représentative de ce que sera le concept final de la Steam Box,.
C'est durant la dernière semaine de septembre 2013 que Valve révèle officiellement les Steam Machines, ainsi que SteamOS, le Steam Link (en) et le Steam Controller (en), avec une date de sortie provisoire pour mi-2014. Le 13 décembre 2013, trois cents unités bêta de la Steam Machine sont expédiées à des bêta-testeurs sélectionnés pour les premiers tests. Deux mille unités supplémentaires sont fournies aux développeurs participant à l'événement Steam Dev Days prévus pour janvier 2014. Valve publie également un lien de téléchargement restreint et anticipé de son SteamOS pour que les "hackers Linux" puissent l'essayer. Sur la base des commentaires de ces testeurs, Valve annonce en mai 2014 que la sortie des Steam Machine est repoussée à novembre 2015,. Le premier ensemble de Steam Machines, Steam Controllers, et Steam Links, un boitier dédié au streaming local, est mis a la disposition des consommateurs le 10 novembre 2015,.
Plusieurs sites web spécialisés jeux vidéo observent qu'en avril 2018, Valve n'offre plus de liens vers la section Steam Machine sur son site, bien qu'on puisse toujours y accéder directement via une URL, et que de nombreux modèles précédemment proposés ne sont plus répertoriés. Valve réagit en reconnaissant que les Steam Machines ne se vendent pas bien et qu'elles sont peu utilisées par les utilisateurs, ce qui a incité la société à apporter ce changement sur le site. Valve déclare qu'ils restent attaché à une plate-forme de jeu ouverte et qu'ils continueront à développer les technologies de base, comme SteamOS, qui contribuent à cet efforts.

## Spécifications techniques

### Configurations des Steam Machines
Contrairement aux autres consoles du marché, la Steam Machine n'a pas de configuration matérielle précise mais seulement une configuration minimum préconisée par Valve afin de faire correctement tourner SteamOs et tous les jeux qui seront développés pour ce support. Valve prévoit la mise sur le marché de différentes versions de sa console avec des spécifications différentes selon les constructeurs mais également selon les différents modèles d'un même constructeur. Valve a également annoncé la possibilité pour les utilisateurs de concevoir la machine qu'ils veulent en choisissant eux-mêmes les composants, ou en installant SteamOS sur un ordinateur standard. La mise sur le marché des différents modèles est prévue pour 2014, Valve prévoyant d'annoncer ses partenaires pour cette première gamme lors du Consumer Electronics Show 2014, début janvier.
Comme indiqué au paragraphe précédent, Valve commence à mener un programme de bêta-testing fin 2013, en sélectionnant 300 utilisateurs de Steam pour tester des prototypes optimisés des Steam Machines et les premières versions des contrôleurs Steam. Ces prototypes initiaux envoyés aux testeurs ont diverses configurations, et peuvent ne pas être représentatifs des spécifications finales des Steam Machine. Ces configurations comprennent:
CPU : Intel Core i7-4770, i5-4570, ou i3
Carte graphique : Nvidia GeForce GTX Titan, GTX 780, GTX 760, et GTX 660 avec 3 GB GDDR5
RAM principale : 16 Go DDR3-1600
Disque dur : Disque dur hybride de 1 To de stockage/8 Go de cache SSD
Alimentation : bloc d'alimentation de 450 W
Dimensions : 30,5 × 31,5 × 7,4 cm de hauteur
Les méthodes de ventilation et de refroidissement du processeur, du processeur graphique et du bloc d'alimentation sont au cœur de la configuration des machines. Valve a conçu des compartiments personnalisés dans ces unités bêta afin que chacune de ces trois éléments dispose de voies de circulation d'air et de ventilation distinctes.
Valve a également travaillé avec AMD pour développer et certifier le matériel de futures Steam Machines, qui n'ont finalement jamais vus le jour.

### Steam machines Portables
Si Valve avait étudié la possibilité de sortir une version console portable de la Steam Machine en travaillant sur le prototype "Littlefoot", aucune version portable n'est sortie en 2014. C'est une société tierce qui s'est mise à développer une Steam Machine portable, portant le nom de "SMACH Z", précédemment surnommée "Smach Zero" ou "Steamboy" par analogie avec la Game Boy de Nintendo. Au début, la sortie de la SMACH Z étaient prévue pour novembre 2016 et la console devait combiner une architecture x86, compatible Steam OS, basée sur une puce AMD G-Series, avec un design de console portable et des systèmes de contrôle à ceux d'une manette Steam. Une campagne de Financement participatif est lancée sur Kickstarter  en décembre 2015, puis annulée quelques jours plus tard avec la promesse d'un redémarrage. Une nouvelle campagne Kickstarter est lancée le 16 octobre 2016, avec un objectif beaucoup plus bas, et prend fin un mois plus tard, après avoir permis de récolter 474 530 €, ce qui est peu par rapport au coût du développement d'une console. A titre de comparaison, lors de sa campagne Kickstarter, la Ouya avait réussi à lever la somme de 8 596 474 dollars. Les spécificités de la SMACH Z évoluent, le processeur devant être un AMD Raven Ridge V1605B, et la date de sortie est prévue pour le courant du mois d'avril 2017. Une nouvelle campagne de financement participatif est lancée après la fin de celle sur Kickstarter, cette fois-ci sur le site indiegogo. Début 2021, la SMACH Z n'est pas encore disponible, le site officiel étant toujours limité a une page d'accueil, une page de précommande promettant une sortie pour 2020 et un forum vierge de tout post. Le 12 mai 2021, l'équipe de Smach annonce qu'ils vont déposer le bilan et que les consoles ne seront probablement pas livrées, à moins qu'ils ne reçoivent de nouveaux investissements.
Le 15 juillet 2021, Valve annonce la sortie d'une console portable Steam appelée Steam Deck, dont les précommandes sont ouvertes et dont les premiers exemplaires doivent être livrés en décembre 2021.

### Steam Controller

le Steam Controller

Après l'annonce des spécifications techniques de la Steam Machine, Valve officialise le développement du Steam Controller (en), une manette de jeux novatrice pour sa nouvelle console. Elle est conçue non seulement pour les jeux se jouant habituellement à la manette, mais également pour ceux se jouant traditionnellement au clavier et à la souris.
Lancée en novembre 2015, la manette comprend deux trackpads haute résolution, remplaçant les traditionnels sticks analogiques des manettes de consoles actuelles. La manette possède également pas moins de 17 boutons, dont 11 en face : 3 en bas correspondant à Start, Select et Espace, 4 au-dessus en forme de carré et 4 autres aux coins de ces carrés. Sur le sommet, deux boutons de tranche correspondant à LB et RB, et deux gâchettes arrières ressemblant à LT et RT. Autres nouveautés par rapport aux contrôleurs concurrents, la manette propose deux touches longilignes et verticales sur l'arrière des poignées pour accueillir l'annulaire et l'auriculaire. De plus, elle est embarque des capteurs gyroscopique et accéléromètre. Chris Kohler du magazine Wired a pu tester le Steam Controller en jouant à Civilization V lors d'un événement presse chez Valve, et note que lorsqu'il utilise le pavé tactile pour déplacer le curseur de la souris, les électro-aimants de la manette créent un retour audio et tactile comme s'il utilisait un trackball. Bien que la manette soit conçue spécifiquement pour les Steam Machine, elle peut également être utilisée avec Steam sur des PC existants.
Le Steam Controller est conçu pour être utilisé avec le mode Big Picture de Steam, ce qui permet au joueur d'accéder à des options détaillées pour configurer les différentes caractéristiques de la manette en fonction du jeu, notamment le mappage et la sensibilité des boutons et du pavé tactile. On peut enregistrer différentes configurations personnalisées de la manette, ce qui permet une utilisation simple et rapide par différents utilisateurs. L'API Steamworks permet aux développeurs de fournir des paramètres plus détaillés pour la manette Steam en mode Big Picture. En dehors de ce mode, le Steam controller se comporte comme une manette standard à deux sticks. À la suite des retours des béta testeurs, Valve apporte des modifications aux caractéristiques de la manette, notamment des schémas de contrôle de mouvement et de visée utilisant son gyroscope interne, la possibilité de déclencher des actions permettant de limiter le déplacement du curseur à certaines régions de l'interface utilisateur (par exemple, pour manipuler la mini-carte d'un jeu), une fenêtre contextuelle d'accès rapide à 16 commandes pouvant agir comme des touches de raccourci pour les jeux avec clavier et souris, la sauvegarde de la configuration de la manette dans le cloud et la prise en charge des jeux non-Steam qui peuvent être joués via le Steam Overlay,.
Contrairement aux Steam Machines, Valve ne veut pas confier la fabrication des Steam Controller a des fournisseurs de matériel tiers et prévoit de rester le seul fabricant de ses nouvelles manettes. Toutefois, Valve précise que les spécifications de la manette vont être rendues publiques, afin que des sociétés tierces puissent développer leurs versions dans le futur, si elles le désirent. C'est en mars 2016 que Valve publie les fichiers de géométrie de conception assistée par ordinateur pour la manette Steam, afin de faciliter la personnalisation du matériel par les utilisateurs. Les Steam Controller sont fabriquées sur les chaîne de montage robotisée de la société Flextronics à Buffalo Grove, dans l'Illinois. Pour faire un clin d'oeil aux fans, les manettes portent le logo d'Aperture Science, la société fictive au cœur de la série de jeux vidéo Portal de Valve,.

### Constructeurs partenaires
Certains fabricants présentent des prototypes avant le salon CES 2014. iBuyPower annonce un prototype équipé d'un processeur AMD, d'un GPU R9-270 et d'un disque dur de 500 Go, au prix de 499 $. Digital Storm révèle également son modèle haut de gamme, équipé d'un système a refroidissement liquide, dont le prix de vente doit être d'environ 1 500 $. Parmi les autres fournisseurs disposant de prototypes de Steam Machine figurent Alienware, Falcon Northwest, CyberPowerPC, Origin PC (en), Gigabyte, Materiel.net, Webhallen, Alternate, Next, Zotac, Scan Computers et Maingear, qui, à l'exception de Maingear, présentent tous leurs prototypes lors du CES 2014. La fourchette de prix des premières machines vas de 499 à 6 000 dollars en fonction du vendeur et des spécifications.
Alienware annonce qu'il prévoit de commencer à vendre des Steam Machines en septembre 2014. Pour le lancement, il n'est prévu qu'un nombre limité de configurations différentes et dont les composants ne peuvent pas être modifiées par l'utilisateur. Mais Alienware prévoit de proposer de nouvelles configurations chaque année. Les premiers modèles, appelés Alpha, ne sont pas livrés avec SteamOS, car le système d'exploitation ne sera pas prêt à temps, mais avec Windows 8.1, Steam, et des fonctionnalités supplémentaires développées en coopération entre Alienware et Valve pour permettre aux fonctionnalités de Steam, comme le Big Picture Mode, de s'interfacer avec le matériel d'Alienware. Les propriétaires de ces Steam Machines tournant sous Windows pourront mettre leur appareil à niveau vers SteamOS dès sa sortie officielle.
Lors de la sortie officielle des Steam Machines en novembre 2015, Falcon Northwest et Origin PC choisissent de ne pas vendre de machine compatible SteamOS en 2015, en raison des limitations du nouvel OS par rapport à Windows.Falcon Northwest déclare continuer à envisager de vendre des machines tournant sous SteamOS à l'avenir, si les performances s'améliorent,.
Valve négocie des accords avec les chaines de magasins GameStop, EB Games et Game pour créer des sections Steam au sein de leurs magasins où seront vendus diverses Steam machines Steam, des Steam Controller, des Steam Links, ainsi que des cartes Steam prépayées.

## Software

### SteamOS
Le point commun minimum a toutes les Steam Machines, est de fonctionner sous SteamOS, un système d'exploitation basé sur Linux et dérivé de Debian qui reprend le client Steam existant et lui rajoute des fonctionnalités, telles que la VOD, le streaming local Steam, le partage familial et le contrôle parental. Le système d'exploitation est disponible gratuitement pour tout utilisateur qui souhaite l'installer sur son propre matériel, à condition qu'il réponde aux spécifications minimum de l'O.S.

### Jeux et applications

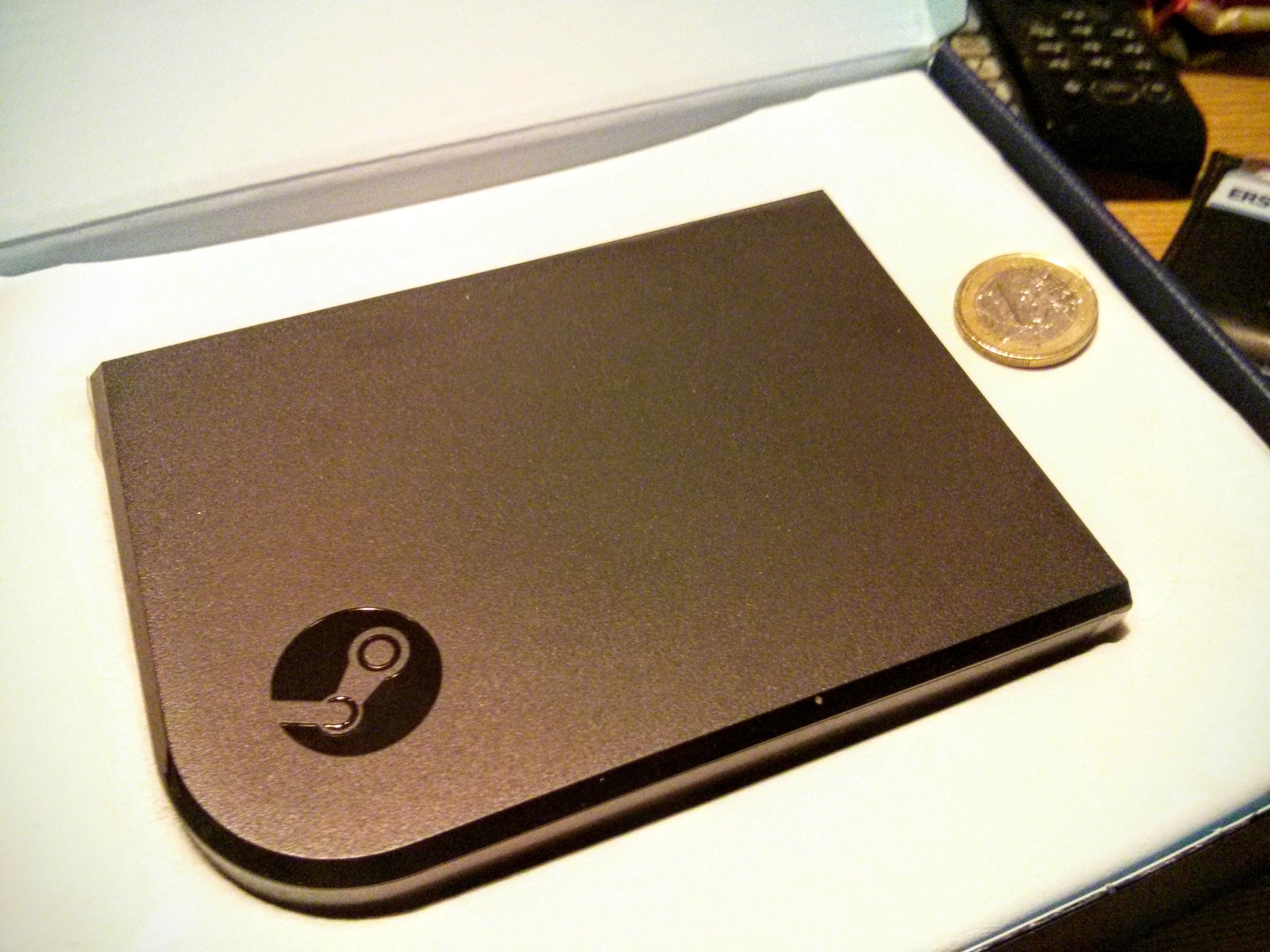
Steam Link a côté d'une pièce d'un euro pour l'échelle

Les jeux devront être développés pour fonctionner nativement sur Linux et SteamOS. La compatibilité avec Linux est une fonctionnalité offerte par l'interface de programmation d'applications (API) Steamworks avant même le lancement des Steam Machines et, selon Paradox Interactive, tous leurs jeux récents conçus pour fonctionner avec Steam sous Linux fonctionneront également sous SteamOS sans modifications supplémentaires. Valve annonce ne pas vouloir créer de jeux exclusifs à SteamOS ou aux Steam Machines, et demande aux développeurs tiers de faire de même. Cependant, il s'agit d'une demande et non d'un ordre, car Valve précise bien qu'ils n'empêcheront pas les développeurs qu'ils le désirent de créer des jeux exclusifs à SteamOS. Les joueurs peuvent également streamer des jeux depuis des PC classiques vers des Steam Machines en utilisant la version Windows ou Mac du client Steam, ce qui leur permettra d'accéder à des jeux qui ne sont disponibles que sous Windows ou OS X. Grâce à SteamPlay, les utilisateurs peuvent jouer à des jeux disponibles sur SteamOS qu'ils possèdent déjà sur Windows ou OS X, sans avoir à racheter le titre. De plus, les jeux fonctionnant sur une Steam Machine peuvent être diffusés en streaming sur un Steam Link via une connexion filaire ou wifi.

## Accueil du public
En juin 2016, sept mois après la sortie officielle, moins d'un demi-million d'unités ont été vendues. Ars Technica réagit a ces chiffre en considérant que les Steam Machines sont " dead on arrival", soit plus ou moins l'équivalent de l’expression "projet mort-né" en français. De son côté, Valve ne publie pas de chiffre de vente réel. Alors que certains vendeurs proposent encore des options Steam Machine, ou des configurations compatibles SteamOS, d'autres abandonnent ces produits à la fin de l'année 2016.
Dans un article publié en juillet 2017, PC Gamer énumère plusieurs facteurs expliquant pourquoi les Steam Machines n'ont pas décollé comme Valve l'avait prévu. En premier, SteamOS lui-même n'est pas considéré comme prêt pour une utilisation quotidienne et pour jouer lors de son lancement et Valve a parfois été peu réactif envers les fabricants de Steam Machines pour publier des mises à jour, alors que simultanément, Microsoft annonce le déploiement d'une mise à jour gratuite vers Windows 10 pour les utilisateurs de Windows 7 et 8, ce qui rend Windows plus attractif par rapport au logiciel de Valve. Valve a également reporté la sortie du Steam Controller à 2015, ce qui, par contrecoup retarde la sortie des Steam Machines. En outre, les fabricants des Steam Machines estiment que le Steam Link, produit par Valve, entre en concurrence directe avec le concept des Steam Machine et constitue un produit beaucoup plus attractif en termes de coût. Dans la plupart des cas, les vendeurs de Steam Machine ont simplement constaté que le marché n'était pas assez important pour ce produit, puisqu'il tente de faire le lien entre les consoles et les ordinateurs domestiques, alors qu'ils constatent que la plupart des consommateurs choisissent l'un ou l'autre de ces systèmes, sans rechercher de solution intermédiaire.